# آندریا گسا
آندریا گسا (انگلیسی: Andrea Gessa؛ زادهٔ ۱۲ ژانویهٔ ۱۹۸۰) بازیکن فوتبال اهل ایتالیا است.
از باشگاه‌هایی که در آن بازی کرده‌است می‌توان به باشگاه فوتبال فروزینونه، باشگاه فوتبال دلفینو پسکارا، باشگاه فوتبال چزنا، و باشگاه فوتبال یو. اس. پرگولیتزه اشاره کرد.